# Хабазино
Хабазино — посёлок в Топчихинском районе Алтайского края. Административный центр Хабазинского сельсовета.

## История
В 1774 году здесь появились первые постройки. Своё название село получило по фамилии одного из первых переселенцев. В 1806 году образовался посёлок Карасёво. В 1908 году село насчитывало 30 дворов. До Октябрьской революции в селе была школа, в трёх классах которой училось 30 детей.

## География
С одной стороны огибается рекой Алей.
Расположен в 73 км от областного центра Барнаул, в 20 км районного центра Топчиха 
Улицы села Хабазино
- Улица Гагарина
- Улица Ленина
- Молодежная улица
- Набережная улица
- Новая улица
- Степная улица
- Улица Терешковой

Ближайшие населенные пункты
Покровка 3 км, Красноярка 6 км, Карасево 8 км, Кубанка 9 км, Логовской 12 км, Нагорный (Алтай) 12 км, Чистюнька 13 км, Ключи 13 км, Белояровка 14 км, Солонцовый 16 км, Усть-Алейка 16 км, Володарка 16 км, Староалейка 17 км, Зимино 18 км, Труд 18 км, Топчиха 19 км, Троицк 20 км, Калманка 20 км, Кирзавод 20 км, Белово 21 км, Степной 21 км

## Население
| 1926 | 1997 | 1998 | 1999 | 2000 | 2001 | 2002 |
| ---- | ---- | ---- | ---- | ---- | ---- | ---- |
| 1624 | ↘735 | ↘728 | ↘716 | ↗721 | ↘720 | ↘692 |
| 2003 | 2004 | 2005 | 2006 | 2007 | 2008 | 2009 |
| ↘680 | ↘673 | ↘644 | ↘637 | ↗648 | ↘634 | ↘593 |
| 2010 | 2011 | 2012 | 2013 |      |      |      |
| ↘480 | ↗492 | ↘480 | ↗488 |      |      |      |

## Инфраструктура
образование
сельское хозяйство
культура
административная деятельность

## Транспорт
Автомобильный и водный транспорт. 
Есть подъезд к автотрассе А-322. Автодорога местного значения.